# Sierra del Cerezo

La Sierra del Cerezo es una sierra perteneciente al Sistema bético, en la península ibérica, situada en la provincia de Murcia, en el municipio de Moratalla, perteneciente a la Comarca del Noroeste. Pertenece a un sistema mayor llamado Sierra de la Muela que la integran la Sierra de los Engarbos, Sierra de la Silla, Sierra del Lote Seis y la Sierra del Cerezo
 La totalidad de la sierra ha sido declarada ZEPA (Zona de Especial Protección para las Aves) y la umbría de la misma incluida como LIC(Lugar de Importancia Comunitaria).
 Se encuentra rodeada por la Sierra de los Álamos y la Sierra de las Herrerías recortando el piedemonte el río Alhárabe, a pocos kilómetros de la ciudad de Moratalla, entre sus picos más importantes se encuentran el Cerezo de Moratalla con 1136 metros, el Penón del Serrano con 1145 metros, el Cerro del Viso con 1092 metros y la más importante, la Cumbre del Cerezo con 1179 metros. 
Tiene una fuente natural, la fuente del Casacajal y una pequeña población El Cerezo.
 El territorio LIC es principalmente de titularidad privada. El uso del suelo de la Sierra de la Muela es fundamentalmente forestal y agrícola. Las principales actividades que se desarrollan están relacionadas con los sectores agropecuario, forestal y turístico. En los terrenos forestales se pastorea con ganado ovino y caprino. Hay aprovechamiento apícola y actividad cinegética (un alto porcentaje del LIC es coto de caza), también hay aprovechamiento de leña en algunas zonas y recolección de especies aromáticas (tomillo, romero, espliego y brocheras). Las explotaciones agrícolas incluidas en el espacio propuesto son cultivos herbáceos de secano, aunque en el área periférica se desarrollan cultivos de regadío. 

## Flora
Las zonas más elevadas están constituidas por pinares de pino carrasco (Pinus halepensis), formando masas mixtas con pino negral (Pinus pinaster) y pino blanco o laricio (Pinus nigra sub sp. clusiana), este último encuentra en esta zona su límite de distribución. Además, existen formaciones de Sabinar alba (Juniperus thurifera), subasociación casi exclusiva murciana y pastizales de Poa bulbosa. En las cotas bajas el territorio está cubierto por sabinares de Juniperus phoenicea, matorral medio-bajo, lastonares de Brachypodium retusumy cultivos herbáceos de secano en las zonas llanas.
Destacan también comunidades de paredes rezumantes de Adiantum capillus-veneris y Trachelium caeruleum, formaciones de Sedum sediforme en litosuelos y prados de anuales en charcas temporalmente inundadas con Lythrum castiliae.

## Fauna
En la fauna destacan las poblaciones de rapaces rupícolas águila real (Aquila chrysaetos), halcón peregrino (Falco peregrinus) y búho real (Bubo bubo) y de rapaces forestales aguililla calzada (Hieraaetus pennatus), águila culebrera (Circaetus gallicus) y busardo ratonero (Buteo buteo). Además, en los cortados rocosos son frecuentes las poblaciones de chova piquirroja (Pyrrhocorax pyrrhocorax). Todas estas especies están incluidas en el Anexo I de la Directiva Aves. Entre los mamíferos destaca la presencia de la nutria (Lutra lutra) en los tramos altos de los cursos fluviales. También en ambientes acuáticos se encuentra el galápago leproso (Mauremys leprosa).